# 265. pehotni polk (Italija)
265. pehotni polk Lecce je bil pehotni polk Kraljeve italijanske kopenske vojske.

## Zgodovina
Med prvo svetovno vojno je polk deloval na soški fronti, leta 1919 je bil premeščen v Libijo in med drugo svetovno vojno je bil nastanjen na Kreti.